# Octavian Roske

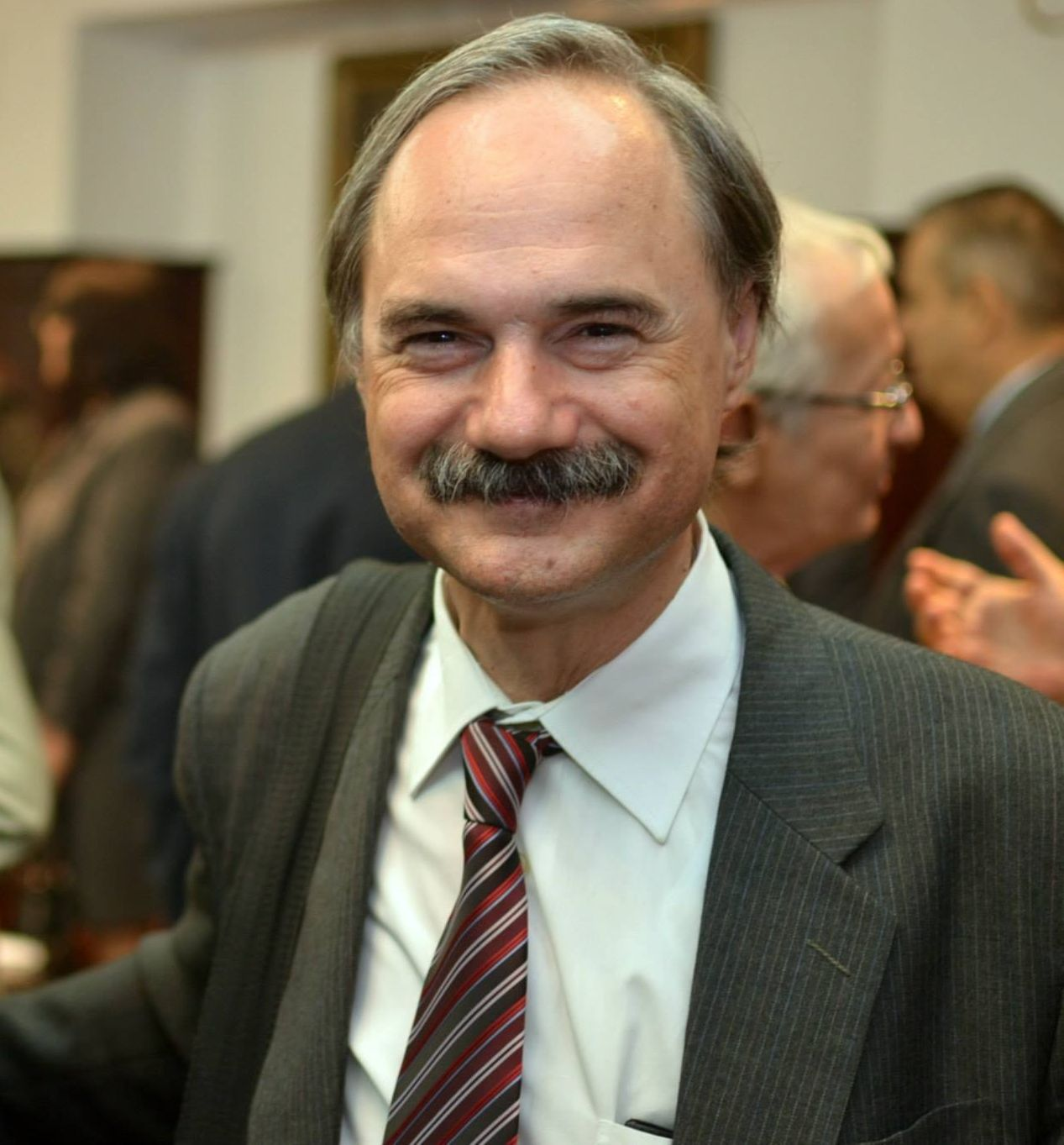
Octavian Roske la „INST – 20 de ani de activitate (1993-2013)” (Aula Academiei Române, 26-27 septembrie 2013, București)

Octavian Roske (n. 4 ianuarie 1956, București – d. 14 ianuarie 2023) a fost un cercetător român, secretar științific în cadrul Institutului Național pentru Studiul Totalitarismului și conferențiar universitar la Facultatea de Limbi și Literaturi Străine a Universității din București.

## Biografie
Octavian Roske s-a născut la data de 4 ianuarie 1956 în București. A absolvit Liceul „Nicolae Bălcescu” (Colegiul Național „Sf. Sava”), București, în 1975; Facultatea de limbi și literaturi străine, secția engleză-română, Universitatea din București, 1977-1981. Din 1998 este doctor în filologie, specialitatea literatură comparată, Universitatea din București, 1998. Parcurs profesional: Profesor de limba engleză la Liceul agro-industrial din comuna Hotarele, județul Giurgiu, 1981-1987; Bibliotecar la Biblioteca Academiei Române, 1987-1990; Consilier la Ministerul Culturii, 1990; Expert la Comisia pentru cercetarea abuzurilor din Camera Deputaților, Parlamentul României, 1990-1992; Referent la Ministerul Culturii, 1992-1993; Asistent universitar (1993 - 1996), Lector (1996 -2000), iar din anul 2000 conferențiar la Universitatea din București, Facultatea de limbi și literaturi străine, Catedra de engleză. Între 2000-2004 a fost prodecan  al Facultății  de  limbi  și  literaturi  străine,  Universitatea  din București, din 2008 Șeful Catedrei de engleză. Este de asemenea cercetător științific (gradul I)  la Institutul Național pentru Studiul Totalitarismului, Academia Română; secretar științific al Consiliului Științific al Institutului Național pentru Studiul Totalitarismului, Academia Română și redactor–șef al revistei „Arhivele totalitarismului’’, publicație trimestrială editată de Institutul Național pentru Studiul Totalitarismului, Academia Română. Coordonatorul colecțiilor „Dezbateri”, „Dicționare”, „Documente”,  „Memorii”, „Sinteze” și „Studii”, publicate sub egida Institutului Național pentru Studiul Totalitarismului, Academia Română. Membru în comitetul de redacție  al revistei Lingua Romana, publicată de Department of French and Italian, Bringham Young University, Provo, UT, Statele Unite . Membru  al Comisiei centrale pentru acordarea certificatelor  de traducător în și din limbi străine, Centrul pentru formare, educație permanentă și management în domeniul culturii, București.

## Lucrări publicate
- Proză americană contemporană: 1975-1985, antologie, prefață, prezentări, note și bibliografie selectivă de Octavian Roske. Traduceri de Ruxandra Todiraș și Octavian Roske. Editura Univers, București, 1989.
- Dosarul colectivizării agriculturii în România, 1949-1962. Studiu întocmit de Comisia pentru cercetarea abuzurilor și pentru petiții din Camera Deputaților. Coordonarea volumului și introducere de Octavian Roske, Camera Deputaților, Parlamentul României, 1992.
- Tradiția conservatoare în gândirea  americană, 1783–1860, Colecția „Științe politice’’, Editura All, București, 1998..
- Începuturile mișcării de rezistență în România, vol. I, 11 aprilie 1945 – 31 mai 1946, în colaborare cu Radu Ciuceanu și Cristian Troncotă, Colecția „Documente’’, Institutul Național pentru Studiul Totalitarismului, București, 1998.
- Colectivizarea agriculturii în România. Dimensiunea politică. vol. I, 1949–1953, în colaborare cu Dan Cătănuș, Colecția „Documente’’, Institutul Național pentru Studiul Totalitarismului, București, 2000.
- Mecanisme represive în România, 1945–1989. Dicționar biografic, A–C, coordonator, Colecția „Dicționare’’, Institutul Național pentru Studiul Totalitarismului, București, 2001.
- Începuturile mișcării de rezistență în România, vol. II, 1 iunie–18 noiembrie 1946,  în colaborare cu Radu Ciuceanu și Cristian Troncotă, Colecția „Documente’’, Institutul Național pentru Studiul Totalitarismului, București, 2001.
- Mecanisme represive în România, 1945–1989. Dicționar biografic, D–G, coordonator, Colecția „Dicționare’’, Institutul Național pentru Studiul Totalitarismului, București, 2003.
- Colectivizarea agriculturii în România. Represiunea, vol. I, 1949–1953, în colaborare cu Dan Cătănuș, Colecția „Documente’’,  Institutul Național pentru Studiul Totalitarismului, București,  2004.
- Mecanisme represive în România, 1945–1989. Dicționar biografic, H–L, coordonator, Colecția „Dicționare’’, Institutul Național pentru Studiul Totalitarismului, București, 2004.
- Colectivizarea agriculturii în  România. Dimensiunea politică, vol. II, 1953-1956, în colaborare cu Dan Cătănuș, Colecția „Documente’’, Institutul Național pentru Studiul Totalitarismului, București,  2005.
- Mecanisme represive în România, 1945–1989. Dicționar biografic, M, coordonator, Colecția „Dicționare’’, Institutul Național pentru Studiul Totalitarismului, București, 2005.
- Examenul pentru obținerea certificatului de traducător. Ghidul candidatului: Limba engleză, Editura Centrului de pregătire profesională în cultură, București, 2006.
- Mecanisme represive în România, 1945–1989. Dicționar biografic, N-O, coordonator, Colecția „Dicționare’’, Institutul Național pentru Studiul Totalitarismului, București, 2006.
- Colectivizarea agriculturii în România. Cadrul legislativ, 1949-1962,  în colaborare cu Dan Cătănuș și Florin Abraham, Colecția „Documente’’, Institutul Național pentru Studiul Totalitarismului, București,  2007.
- Mecanisme represive în România, 1945–1989. Dicționar biografic, P, coordonator, Colecția „Dicționare’’, Institutul Național pentru Studiul Totalitarismului, București, 2007.
- Mecanisme represive în România, 1945–1989. Dicționar biografic, Q-R, coordonator, Colecția „Dicționare’’, Institutul Național pentru Studiul Totalitarismului, București, 2008.
- Mecanisme represive în România 1945 – 1989. Dicționar biografic, vol. VIII, Colecția Dicționare, Institutul Național pentru Studiul Totalitarismului, București, 2009.
- Mecanisme represive în România 1945 – 1989. Dicționar biografic, vol. IX. T – Z, Colecția Dicționare, Institutul Național pentru Studiul Totalitarismului, București, 2011.
- România 1945 – 1989. Enciclopedia regimului comunist. Represiunea, vol. I, A-E, Colecția Enciclopedii, Institutul Național pentru Studiul Totalitarismului, București, 2011.
- România 1945–1989. Enciclopedia regimului comunist. Represiunea, vol. II, F-O, Institutul Național pentru Studiul Totalitarismului, București, 2012
- România 1945–1989. Enciclopedia regimului comunist. Represiunea, vol. III, P-R, Institutul Național pentru Studiul Totalitarismului, București, 2016.

### Ediții îngrijite
- Radu Ciuceanu, Memorii, I, Intrarea în tunel, Prefață și note de Octavian Roske, Seria „Document’’, Editura Meridiane, București, 1991, 416 p.
- Radu Ciuceanu, Memorii, II, Potcoava fără noroc, Introducere și note de Octavian Roske, Seria „Document’’, Editura Meridiane, București, 1994, 326 p.
- John Steinbeck, Șoareci și oameni, traducere din limba engleză de Frida Papadache , Prefață, tabel cronologic și notă asupra ediției Octavian Roske, Colecția „Biblioteca Rao’’, RAO International Publishing Company, București, 2005, 160 p.
- John Steinbeck, Fructele mâniei, traducere din limba engleză de Dumitru Mazilu, Prefață, tabel cronologic și notă asupra ediției Octavian Roske, Colecția „Biblioteca Rao’’, RAO International Publishing Company, București, 2005, 828 p.
- John Steinbeck, Pășunile Raiului, traducere din limba engleză de Dumitru Mazilu, Prefață, tabel cronologic și notă asupra ediției Octavian Roske, Colecția „Biblioteca Rao’’, RAO International Publishing Company,  București, 2006, 256 p.
- John Steinbeck, Cartierul Tortilla, traducere  din  limba engleză și note de Veronica Focșeneanu, Prefață, tabel cronologic și notă asupra ediției de Octavian Roske, Colecția ‚‚Biblioteca Rao’’, RAO International Publishing Company, 2006,  222 p.
- John Steinbeck, Nopți fără lună, traducere din limba engleză, prefață, tabel cronologic și notă asupra ediției de Octavian Roske, Colecția ‚‚Biblioteca Rao’’, RAO International Publishing Company,  București, 2007.

### Traduceri
- Proză americană contemporană: 1975-1985, antologie, prefață, prezentări, note și bibliografie selectivă de Octavian Roske. Traduceri de Ruxandra Todiraș și Octavian Roske. Editura Univers, București, 1989, 575 p.
- Roșia Montană. Studiu Etnologic/ Roșia Montană. Ethnological Study, Coordonator Dr. Paul Popoiu, Traducere în limba engleză de Octavian Roske, DAIM, București, 2004. 167 p.
- John Steinbeck, Nopți fără lună, traducere din limba engleză, prefață, tabel cronologic și notă asupra ediției de Octavian Roske, Colecția ‚‚Biblioteca Rao’’, RAO International Publishing Company,  București, 2007.

### Colaborări la volume
- Paul Caravia, Virgiliu Constantinescu, Flori Stănescu, Biserica întemnițată. România 1944–1989, Institutul Național pentru Studiul Totalitarismului, București, 1998. Colaborator la culegerea și redactarea articolelor de dicționar.
- Bibliografia Mihai Eminescu. Viață – Operă – Referințe, vol. I (1866–1938), Editura Academiei Române, București, 1999. Redactare fișe bibliografice.
- Paul Caravia, Virgil Constantinescu, Flori Stănescu, The Imprisoned Church. Romania, 1944–1989. Translated into English by Ileana Barbu, Alina Carac, Daniela Dolgu, Diana Popescu, Monica Voiculescu. The National Institute for the Study of Totalitarianism, Bucharest, 1999. Colaborator la culegerea și redactarea articolelor de dicționar.

## Afilieri
- Membru al Societății române de studii de anglistică și americanistică.
- Membru al Asociației române de studii americane.
- Membru fondator al Asociației  române de studii comparatiste.

## Premii
- Premiul „Nicky Chrissoveloni”, acordat de familia Chrissoveloni în cadrul Premiilor oferite de Fundația Culturală „Magazin Istoric”, pentru România 1945-1989. Enciclopedia regimului comunist. Represiunea, vol. I, A-E, 2012. [6].
- Premiul „Nicolae Iorga”, acordat de Besta Group în cadrul Premiilor oferite de Fundația Culturală „Magazin Istoric”, la Banca Națională a României, 29 aprilie 2013, pentru România 1945–1989. Enciclopedia regimului comunist. Represiunea, vol. II, F-O. [7]